# Пригородный (Бельский район)
При́городный — посёлок сельского типа в Бельском районе Тверской области России.
Административный центр Пригородного сельского поселения.
Посёлок является западной окраиной города Белый.

## Население
| 2008 | 2010 |
| ---- | ---- |
| 204  | ↗225 |

## География
Посёлок находится в 2 км от города Белый на автодороге «Белый—Понизовье—Жарковский».

## Климат
Климат в посёлке такой же как и в городе Белый.

## Улицы
- Переулок Привольный
- Улица Сосновая
- Улица Центральная
- Улица Шукшина

## История
Образован в 1995 году, как центральная усадьба коллективного с.-х. предприятия «Бельское».